# Rivière de Cayenne
Pour les articles homonymes, voir Cayenne (homonymie).
La rivière de Cayenne ou rivière des Cascades est un fleuve situé dans la région ultrapériphérique et le département de la Guyane française en Amérique du Sud dans l'arrondissement homonyme de Cayenne. 
Son principal affluent, en rive gauche, est la rivière de Montsinéry, à proximité de l'embouchure.

## Toponymie
Les amérindiens Wayanas ont appelé ce fleuve Kalani ou Caiane qui semble avoir une origine commune avec le nom de la Guyane. Ces noms semblant se référer à de larges fleuves et estuaires.

## Géographie

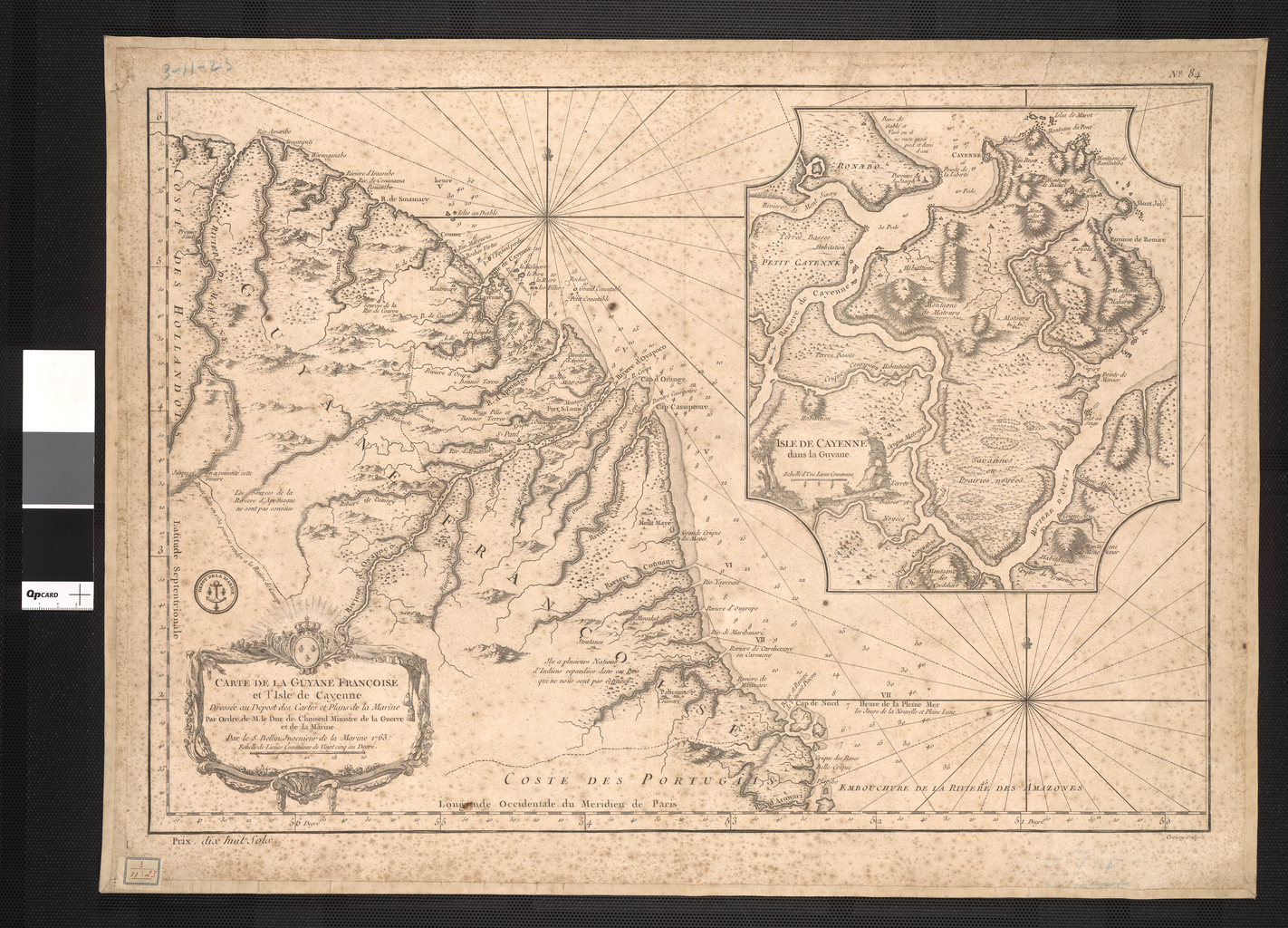
Carte de l'île de Cayenne et de la rivière de Cayenne (XVIIIe siècle).

La longueur de ce fleuve est de 43,7 km depuis les sources de ses deux bras principaux. Le fleuve lui-même n'a qu'une quinzaine de kilomètres sous le nom de rivière de Cayenne qu'elle porte à partir de la confluence de ses deux sources.
Seuls deux ponts franchissent la rivière de Cayenne : le pont du Larivot non loin de son embouchure et emprunté par la route nationale 1 et le pont des Cascades plus dans l'intérieur des terres emprunté par la route départementale 5.
L’Île Petit-Cayenne se trouve sur cette rivière.

### Communes et communauté traversés
Dans le seul département de la Guyane, la rivière de Montsinéry traverse les trois communes de Montsinéry-Tonnegrande (source) et Macouria et Matoury (confluence).
Soit en termes de communauté de communes, la rivière de Montsinéry prend source et conflue dans la même Communauté d'agglomération du Centre Littoral dans l'arrondissement de Cayenne.

## Affluents
Vers son estuaire, la rivière de Cayenne ou rivière des Cascades reçoit, en rive gauche, les eaux de son principal affluent la rivière Montsinéry lors de son arrivée à Cayenne.
- la rivière de Montsinéry (rg[note 1]), 37,9 km de rang de Strahler six[2].

### Rang de Strahler
Donc son rang de Strahler est de sept par la rivière de Montsinéry.

## Aménagements et écologie
Une voie d'eau, la rivière du Tour de l'île, relie la rivière de Cayenne à la rivière Mahury faisant de Cayenne une île dénommée île de Cayenne.